# Eucythere parapubera
Eucythere parapubera is een mosselkreeftjessoort uit de familie van de Eucytheridae. De wetenschappelijke naam van de soort is voor het eerst geldig gepubliceerd in 1983 door Whatley & Downing.